# Чечвянский, Василий Михайлович
Василий Михайлович Чечвянский (настоящее имя и фамилия — Василий Михайлович Губенко) (укр. Василь Михайлович Чечвянський, 11 марта (28 февраля по старому стилю) 1888, хутор Чечва близ городка Грунь Зеньковского уезда Полтавской губернии (ныне Ахтырский район Сумской области Украины) — 15 июля 1937, Киев) — советский украинский писатель, юморист и сатирик 30-х годов XX века.
Взял себе литературный псевдоним Василий Чечвянский от хутора Чечва — места своего рождения.

## Биография
Родился в многодетной (17 детей) крестьянской семье. Один из его младших братьев — Остап Вишня (Павел Михайлович Губенко), также стал известным в СССР писателем-юмористом и сатириком. Братья Василий и Павел закончили Грунскую начальную, а затем Зеньковскую двухгодичную школу в Полтавской губернии.
Согласно существовавшему приказу киевского генерал-губернатора «о наборе мальчиков в фельдшерскую школу при Киевском госпитале» (с четырёхлетним казённым обучением) в 1902 году отец привез Василия в Киев, где он успешно сдал вступительные экзамены и был принят в фельдшерскую школу, которую закончил в 1906 году. Сдал экстерном экзамены за 8-й класс гимназии,
начал службу в армии. Участник Первой мировой войны, фронтовик. Затем служил в Красной Армии, занимая ряд высоких интендантских должностей в Северо-Кавказском округе.
Во время службы в армии Василий Губенко начал заниматься литературным творчеством. Опубликовал на страницах военных газет ряд небольших фельетонов.
В начале 1924 года демобилизовался из РККА. Поселился в Ростове-на-Дону, где активно сотрудничал в местной печати как газетчик—фельетонист, а в конце того же года вернулся в тогдашнюю столицу Украины — Харьков. С этого времени он полностью посвятил себя журналистской и литературной деятельности, активно печатался в украинских газетах и журналах.
В начале 1925 года Василий Чечвянский — заведующий филиалом газеты «Известия» в Полтаве. В 1926 году вернулся в Харьков, поступил на работу в редакцию журнала «Красный перец», затем был назначен ответственным секретарём этого журнала. Был членом ВУСПП.
По обвинению в участии в украинской контрреволюционной националистической фашистской организации, 2 ноября 1936 г. Василий Чечвянский был арестован. 14 июля 1937 в Киеве выездная сессия Военного трибунала Верховного суда СССР на основании ст. в. 54-8, 54-11 УК УССР вынесла приговор о расстреле Василия Чечвянский и на следующий день — 15 июля 1937 года, его казнили. Репрессиям подверглась и вся семья Чечвянского — жена и сыновья.
В 1957 году Василий Чечвянский был реабилитирован.

## Избранные произведения
- сборники юморесок
  - «Цари природы» (1928)
  - «Ех, товарищи …» (1928)
  - «Кадило» (1929)
  - «Между прочим» (1929)
  - «Переливание крови» (1929)
  - «Оздоровление аппарата»
  - «Оскудение»
  - «Фактор» (1930)
  - «Не вам говоря» (1930)
  - «Пародии» (1930)
  - «Республиканцы» (1930)
  - «Несчастные» (1933)
  - «Утилю путевку» (1934)

По реабилитации вышли его сборники «Избранные юморески» и «Мягкий характер» (1959). В 1990 году в «Библиотечке журнала „Огонёк“», на русском языке — «Ответственность момента».